# Tsunehisa Kimura
Pour les articles homonymes, voir Kimura.
Tsunehisa Kimura (木村恒久, Kimura Tsunehisa) né le 30 mai 1928 à Osaka et mort le 27 décembre 2008 est un graphiste japonais créant ses œuvres à partir de photomontages. Ses montages ont souvent pour thèmes le surréalisme urbain, la destruction et le chaos, ou la juxtaposition de monuments érigés par l'homme et de phénomènes naturels. Il était professeur à l'université Zokei de Tokyo.

## Biographie
Tsunehisa Kimura naît le 30 mai 1928 à Osaka. Il fait sa scolarité dans cette même ville où il est diplômé en 1946 du département de dessin du lycée municipal d'Osaka.
Il crée en 1984 la pochette de l'album Red Sails in the Sunset de Midnight Oil. En outre, des versions modifiées de l'une de ses œuvres apparaissent sur les pochettes de l'album Flying the Flag de Climax Blues Band en 1980 et de l'album Zonoscope de Cut Copy en 2011. 
Il meurt le 27 décembre 2008 d'un cancer du poumon.